# Rally Cataluña de 2018
El Rally Cataluña de 2018, oficialmente 54. RallyRACC Catalunya - Costa Daurada, fue la 54.ª edición y la decimosegunda ronda de la temporada 2018 del Campeonato Mundial de Rally. Se celebró del 25 al 28 de octubre y contó con un itinerario de 18 tramos sobre tierra y asfalto que sumaban un total de 331,78 km cronometrados. Fue también la decimosegunda ronda de los campeonatos WRC 2, WRC 3 y Júnior además de ser puntuable para la Peugeot Rally Cup Ibérica, la Beca Júnior R2 RFEDA (de estos dos solo se tenían en cuenta hasta el séptimo tramo) y de la Copa N5 RMC.
Un total de 76 pilotos se inscribieron en la prueba, entre los habituales de Ford (Sébastien Ogier, Elfyn Evans, Teemu Suninen), Hyundai (Thierry Neuville, Andreas Mikkelsen, Dani Sordo), Toyota (Jari-Matti Latvala, Ott Tänak, Esapekka Lappi) y Citroën que además de Craig Breen y Khalid Al Qassimi, contará con la presencia de Sébastien Loeb. Volkswagen también estará presente de manera oficial con dos unidades del Volkswagen Polo GTI R5, vehículo que debutará en este rally, pilotadas por Eric Camili y Petter Solberg. Por primera vez en muchos años una prueba del campeonato del mundo contaba con tres campeones del mundo en pista: Loeb, Ogier y Solberg. La última ocasión fue el Rally de Suecia de 2010 (Loeb, Gronholm y Solberg).
El belga Thierry Neuville llegó a Cataluña líder del certamen con 189 puntos, siete puntos de ventaja sobre el francés Sébastien Ogier y veintiuno sobre el estonio Ott Tänak.

## Desarrollo

### Día 1
El jueves 25 se disputó la primera toma de contacto para los pilotos con la disputa del shakedown en las inmediaciones de Salou. Tras tres pasadas por el tramo Sébastien Ogier realizó el mejor crono 1:34.9, seguido de Jari-Matti Latvala (1:35.2) y Teemu Suninen (1:35.7). Thierry Neuville sufrió un pequeño vuelco con su Hyundai i20 WRC, por lo que tan solo puedo realizar una vuelta. En el mismo sitio Sébastien Loeb estuvo a punto también de volcar, aunque pudo completar sus tres vueltas. En la categoría WRC2 lideraron los dos Polo R5 de Camilli y Solberg.
A las 18:00 horas arrancó la primera especial, un tramo urbano disputado en la ciudad de Barcelona de 3,2 km, donde Sébastien Ogier fue el más rápido, seguido de Thierry Neuville a 3,7 segundos y Tänak a 4,2. En el WRC 2 Eric Camilli era el líder provisional, mientras que Enrico Brazzoli hacía lo propio en el WRC 3.

## Lista de inscritos
Un total de 70 pilotos se inscribieron en la prueba: veinte en la categoría WRC 2; tres en WRC 3; tres en la Copa N5 RMC; seis en la Beca Júnior R2 RFEdA y dieciséis en la Peugeot Rally Cup Ibérica.
| Pilotos principales   | Pilotos principales          | Pilotos principales         | Pilotos principales     | Pilotos principales           | Pilotos principales | Pilotos principales |
| Num.                  | Piloto                       | Copiloto                    | Automóvil               | Equipo                        | Neu.                | Categoría           |
| --------------------- | ---------------------------- | --------------------------- | ----------------------- | ----------------------------- | ------------------- | ------------------- |
| 1                     | Sébastien Ogier              | Julien Ingrassia            | Ford Fiesta WRC         | M-Sport Ford WRT              | M                   | WRC                 |
| 2                     | Elfyn Evans                  | Daniel Barritt              | Ford Fiesta WRC         | M-Sport Ford WRT              | M                   | WRC                 |
| 3                     | Teemu Suninen                | Mikko Markkula              | Ford Fiesta WRC         | M-Sport Ford WRT              | M                   | WRC                 |
| 4                     | Andreas Mikkelsen            | Anders Jæger                | Hyundai i20 Coupe WRC   | Hyundai Shell Mobis WRT       | M                   | WRC                 |
| 5                     | Thierry Neuville             | Nicolas Gilsoul             | Hyundai i20 Coupe WRC   | Hyundai Shell Mobis WRT       | M                   | WRC                 |
| 6                     | Dani Sordo                   | Carlos del Barrio           | Hyundai i20 Coupe WRC   | Hyundai Shell Mobis WRT       | M                   | WRC                 |
| 7                     | Jari-Matti Latvala           | Miikka Anttila              | Toyota Yaris WRC        | Toyota Gazoo Racing WRT       | M                   | WRC                 |
| 8                     | Ott Tänak                    | Martin Järveoja             | Toyota Yaris WRC        | Toyota Gazoo Racing WRT       | M                   | WRC                 |
| 9                     | Esapekka Lappi               | Janne Ferm                  | Toyota Yaris WRC        | Toyota Gazoo Racing WRT       | M                   | WRC                 |
| 10                    | Sébastien Loeb               | Daniel Elena                | Citroën C3 WRC          | Citroën Total Abu Dhabi WRT   | M                   | WRC                 |
| 11                    | Craig Breen                  | Scott Martin                | Citroën C3 WRC          | Citroën Total Abu Dhabi WRT   | M                   | WRC                 |
| 12                    | Khalid Al Qassimi            | Chris Patterson             | Citroën C3 WRC          | Citroën Total Abu Dhabi WRT   | M                   | WRC                 |
| 31                    | Jan Kopecký                  | Pavel Dresler               | Škoda Fabia R5          | Škoda Motorsport              | M                   | WRC 2               |
| 32                    | Kalle Rovanperä              | Jonne Halttunen             | Škoda Fabia R5          | Škoda Motorsport              | M                   | WRC 2               |
| 33                    | Łukasz Pieniążek             | Przemysław Mazur            | Škoda Fabia R5          | Printsport Oy                 | M                   | WRC 2               |
| 34                    | Fabio Andolfi                | Simone Scattolin            | Škoda Fabia R5          | ACI Team Italia               | P                   | WRC 2               |
| 35                    | Jari Huttunen                | Antti Linnaketo             | Hyundai i20 R5          | Hyundai Motorsport            | M                   | WRC 2               |
| 36                    | Ole Christian Veiby          | Stig Rune Skjærmoen         | Citroën C3 R5           | Citroën Total WRT             | M                   | WRC 2               |
| 37                    | Stéphane Lefebvre            | Gabin Moreau                | Citroën C3 R5           | Citroën Total WRT             | M                   | WRC 2               |
| 38                    | Pierre-Louis Loubet          | Vincent Landais             | Hyundai i20 R5          | BRC Racing Team               | M                   | WRC 2               |
| 39                    | Takamoto Katsuta             | Marko Salminen              | Ford Fiesta R5          | Tommi Mäkinen Racing          | M                   | WRC 2               |
| 40                    | Kajetan Kajetanowicz         | Maciej Szczepaniak          | Ford Fiesta R5          | Lotos Rally Team              | P                   | WRC 2               |
| 41                    | Simone Tempestini            | Sergio Itu                  | Citroën C3 R5           | Simone Tempestini             | M                   | WRC 2               |
| 43                    | Ken Block                    | Alessandro Gelsomino        | Ford Fiesta WRC         | Hoonigan Racing Division      | M                   |                     |
| 44                    | Nil Solans                   | Marc Martí                  | Ford Fiesta R5          | Nil Solans                    | P                   | WRC 2               |
| 45                    | Rhys Yates                   | Elliott Edmondson           | Škoda Fabia R5          | Toksport WRT                  | M                   | WRC 2               |
| 46                    | Marco Bulacia Wilkinson      | Fabian Cretu                | Škoda Fabia R5          | Marco Bulacia Wilkinson       |                     | WRC 2               |
| 47                    | Eric Camilli                 | Benjamin Veillas            | Volkswagen Polo GTI R5  | Volkswagen Motorsport         | M                   | WRC 2               |
| 48                    | José Antonio Suárez          | Cándido Carrera             | Hyundai i20 R5          | José Antonio Suárez           | M                   | WRC 2               |
| 49                    | Petter Solberg               | Veronica Gulbæk Engan       | Volkswagen Polo GTI R5  | Volkswagen Motorsport         | M                   | WRC 2               |
| 49                    | Henning Solberg              | Ilka Minor                  | Škoda Fabia R5          | Toksport WRT                  | M                   | WRC 2               |
| 51                    | Michel Sylvain               | Anthony Gorguilo            | Škoda Fabia R5          | Sylvain Michel                | M                   | WRC 2               |
| 52                    | Pepe López                   | Borja Rozada                | Citroën C3 R5           | Sports&you                    | M                   | WRC 2               |
| 61                    | Taisko Lario                 | Tatu Hämäläinen             | Peugeot 208 R2          | Taisko Lario                  | M                   | WRC 3               |
| 62                    | Enrico Brazzoli              | Luca Beltrame               | Peugeot 208 R2          | Enrico Brazzoli               | P                   | WRC 3               |
| 63                    | Louise Cook                  | Stefan Davis                | Ford Fiesta R2T         | Louise Cook                   | M                   | WRC 3               |
| 81                    | Albert Orriols               | Lluis Pujolar               | Škoda Fabia R5          | Escudería Osona               | P                   |                     |
| 83                    | Jean-Michel Raoux            | Laurent Magat               | Citroën DS3 WRC         | Jean-Michel Raoux             | M                   |                     |
| 84                    | Eamonn Boland                | Michael Joseph Morrisey     | Ford Fiesta R5          | Eamonn Boland                 | M                   |                     |
| 85                    | Fabrizio Arengi Bentivoglio  | Fabio Salis                 | Peugeot 208 T16         | Fabrizio Arengi Bentivoglio   | P                   |                     |
| 86                    | Henk Bakkenes                | Cindy Verbaeten             | Mitsubishi Lancer Evo X | Henk Bakkenes                 | P                   |                     |
| 87                    | Efrén Llarena                | Sara Fernández              | Peugeot 308 N5          | Zamudio Racing Elkartea       | M                   |                     |
| 89                    | Roberto Rozada               | Yeray Mújica                | Ford Fiesta N5          | RMC Motorsport                | M                   |                     |
| 90                    | Mariano "Marià" Parés Carrió | Pere Requena                | Ford Fiesta N5          | Mariano "Marià" Parés Carrió  | M                   |                     |
| 92                    | Jean-Baptiste Franceschi     | Romain Courbon              | Ford Fiesta R2T         | Equipe de France FFSA         | M                   |                     |
| 93                    | Tom Williams                 | Phil Hall                   | Ford Fiesta R2T         | Tom Williams                  | P                   |                     |
| 94                    | Jan Solans                   | Mauro Barreiro              | Peugeot 208 R2          | Escudería Motor Terrassa      | P                   |                     |
| 95                    | Josep Bassas                 | Manuel Muñoz                | Peugeot 208 R2          | RACC Motorsport               | P                   |                     |
| 96                    | José María Reyes González    | José Antonio Vázquez Barrán | Peugeot 208 R2          | Escudería A. Ferrol           | P                   |                     |
| 97                    | Roberto Blach, jr.           | José Murado                 | Peugeot 208 R2          | Gamace MC Competición         | P                   |                     |
| 98                    | Álvaro Pérez Abeijón         | Brais Mirón                 | Peugeot 208 R2          | Escudería Berberecho          | P                   |                     |
| 99                    | Julio Martínez Cazorla       | Diego Corta                 | Ford Fiesta R2          | Escudería Drago Rallye        | P                   |                     |
| 100                   | Diogo Gago                   | Miguel Ramalho              | Peugeot 208 R2          | MCoutinho Racing              | P                   |                     |
| 101                   | Hugo Lopes                   | Nuno Mota Ribeiro           | Peugeot 208 R2          | Hugo Lopes                    | P                   |                     |
| 102                   | Pedro Antunes                | Paulo Lopes                 | Peugeot 208 R2          | Pedro Antunes                 | P                   |                     |
| 103                   | Ricardo Sousa                | Luís Marques                | Peugeot 208 R2          | Ricardo Sousa                 | P                   |                     |
| 104                   | Iván Medina Herrera          | Ariday Bonilla              | Peugeot 208 R2          | Escudería Aterura             | P                   |                     |
| 105                   | Alberto San Segundo          | Juan Luis García            | Peugeot 208 R2          | FMC-UCAV Racing               | P                   |                     |
| 107                   | Nabila Tejpar                | Max Freeman                 | Peugeot 208 R2          | Nabila Tejpar                 | P                   |                     |
| 108                   | Luciano Bonomi               | Laureano Grigera            | Peugeot 208 R2          | Luciano Bonomi                | P                   |                     |
| 109                   | Oriol Gómez                  | Axel Coronado               | Peugeot 208 R2          | Gamace MC Competición         | P                   |                     |
| 110                   | Abel Torrelles               | Xavier Carulla              | Peugeot 208 R2          | GC Motorsport                 | P                   |                     |
| 111                   | Miquel Labarias Cortés       | Cristian Muñoz Guil         | Peugeot 208 R2          | Escudería Motor Terrassa      | P                   |                     |
| 112                   | Alberto Cotano               | Andreu Pascual              | Peugeot 208 R2          | GC Motorsport                 | P                   |                     |
| 113                   | Alexis Romero Hernández      | Martín Domínguez Cedrés     | Peugeot 208 R2          | C.D. El Mentidero Racing Tías | P                   |                     |
| 114                   | Luc Gellusseau               | Charles-Antoine De Joux     | Peugeot 208 R2          | Luc Gellusseau                | P                   |                     |
| 115                   | Philippe Gomez               | Gilles Combe                | Peugeot 208 R2          | Philippe Gomez                | M                   |                     |
| 116                   | Carlo Covi                   | Simone Angi                 | Peugeot 208 R2          | Carlo Covi                    | M                   |                     |
| 117                   | Paolo Raviglione             | Marco Demontis              | Ford Fiesta R2T         | Paolo Raviglione              | P                   |                     |
| 118                   | Anna Tallada                 | Laura Camps Trabal          | Ford Fiesta R2T         | Motor Club Sabadell           | P                   |                     |
| Fuente: rallyracc.com |                              |                             |                         |                               |                     |                     |

## Resultados

### Itinerario
| Día                   | Tramo | Nombre                       | Distancia | Ganador de la etapa | Automóvil             | Tiempo  | Líder de la general |
| --------------------- | ----- | ---------------------------- | --------- | ------------------- | --------------------- | ------- | ------------------- |
| Día 1 (25 de octubre) | SS1   | Barcelona                    | 3.20 km   | Sébastien Ogier     | Ford Fiesta WRC       | 3:35.3  | Sébastien Ogier     |
| Día 2 (26 de octubre) | SS2   | La Fatarella-Vilalba 1       | 38.95 km  | Ott Tänak           | Toyota Yaris WRC      | 4:19.6  | Sébastien Ogier     |
| Día 2 (26 de octubre) | SS3   | Gandesa 1                    | 7.00 km   | Jari-Matti Latvala  | Toyota Yaris WRC      | 14:36.5 | Ott Tänak           |
| Día 2 (26 de octubre) | SS4   | Pesells 1                    | 26.59 km  | Andreas Mikkelsen   | Hyundai i20 Coupe WRC | 27:01.2 | Ott Tänak           |
| Día 2 (26 de octubre) | SS5   | La Fatarella-Vilalba 2       | 38.95 km  | Dani Sordo          | Hyundai i20 Coupe WRC | 4:14.7  | Ott Tänak           |
| Día 2 (26 de octubre) | SS6   | Gandesa 2                    | 7.00 km   | Jari-Matti Latvala  | Toyota Yaris WRC      | 14:12.5 | Ott Tänak           |
| Día 2 (26 de octubre) | SS7   | Pesells 2                    | 26.59 km  | Jari-Matti Latvala  | Toyota Yaris WRC      | 26:13.2 | Ott Tänak           |
| Día 3 (27 de octubre) | SS8   | Savallà 1                    | 14.12 km  | Cancelado           | Cancelado             |         | Ott Tänak           |
| Día 3 (27 de octubre) | SS9   | Querol 2                     | 21.26 km  | Ott Tänak           | Toyota Yaris WRC      | 11:30.6 | Ott Tänak           |
| Día 3 (27 de octubre) | SS10  | El Montmell 1                | 24.40 km  | Jari-Matti Latvala  | Toyota Yaris WRC      | 12:58.4 | Dani Sordo          |
| Día 3 (27 de octubre) | SS11  | Savallà 2                    | 14.12 km  | Thierry Neuville    | Hyundai i20 Coupe WRC | 7:47.1  | Jari-Matti Latvala  |
| Día 3 (27 de octubre) | SS12  | Querol 2                     | 21.26 km  | Sébastien Loeb      | Citroën C3 WRC        | 11:25.8 | Jari-Matti Latvala  |
| Día 3 (27 de octubre) | SS13  | El Montmell 2                | 24.40 km  | Thierry Neuville    | Hyundai i20 Coupe WRC | 13:07.3 | Jari-Matti Latvala  |
| Día 3 (27 de octubre) | SS14  | Salou                        | 2.24 km   | Ott Tänak           | Toyota Yaris WRC      | 2:41.9  | Jari-Matti Latvala  |
| Día 4 (28 de octubre) | SS15  | Riudecanyes 1                | 16.35 km  | Sébastien Loeb      | Citroën C3 WRC        | 10:22.6 | Sébastien Loeb      |
| Día 4 (28 de octubre) | SS16  | Santa Marina 1               | 14.50 km  | Sébastien Loeb      | Citroën C3 WRC        | 8:08.9  | Sébastien Loeb      |
| Día 4 (28 de octubre) | SS17  | Riudecanyes 2                | 16.35 km  | Sébastien Ogier     | Ford Fiesta WRC       | 10:14.2 | Sébastien Loeb      |
| Día 4 (28 de octubre) | SS18  | Santa Marina 2 (power stage) | 14.50 km  | Ott Tänak           | Toyota Yaris WRC      | 8:02.5  | Sébastien Loeb      |
| Fuente: wrc.com       |       |                              |           |                     |                       |         |                     |

### Power stage
El power stage fue una etapa de 14,50 km. Se otorgaron puntos adicionales a los cinco más rápidos.
| Pos. | Piloto          | Copiloto          | Automóvil             | Tiempo | Puntos |
| ---- | --------------- | ----------------- | --------------------- | ------ | ------ |
| 1.   | Ott Tänak       | Martin Jarveoja   | Toyota Yaris WRC      | 8:02.5 | 5      |
| 2.   | Sébastien Ogier | Julien Ingrassia  | Ford Fiesta WRC       | +2.1   | 4      |
| 3.   | Sébastien Loeb  | Daniel Elena      | Citroën C3 WRC        | +2.8   | 3      |
| 4.   | Elfyn Evans     | Daniel Barrit     | Ford Fiesta WRC       | +3.2   | 2      |
| 5.   | Dani Sordo      | Carlos Del Barrio | Hyundai i20 Coupe WRC | +4.7   | 1      |

## Clasificación final
| World Rally Championship   | World Rally Championship | World Rally Championship | World Rally Championship | World Rally Championship | World Rally Championship | World Rally Championship | World Rally Championship | World Rally Championship |
| Pos.                       | Piloto                   | Copiloto                 | Automóvil                | Equipo                   | Tiempo                   | Diferencia               | Puntos                   |                          |
| -------------------------- | ------------------------ | ------------------------ | ------------------------ | ------------------------ | ------------------------ | ------------------------ | ------------------------ | ------------------------ |
| 1.                         | Sébastien Loeb           | Daniel Elena             | Citroën C3 WRC           | Citroën World Rally Team | 3:12:08.0                | -                        | 25                       |                          |
| 2.                         | Sébastien Ogier          | Julien Ingrassia         | Ford Fiesta WRC          | M-Sport World Rally Team | 3:12:10.9                | +2.9                     | 18                       |                          |
| 3.                         | Elfyn Evans              | Daniel Barritt           | Ford Fiesta WRC          | M-Sport World Rally Team | 3:12:24.5                | +16.5                    | 15                       |                          |
| 4.                         | Thierry Neuville         | Nicolas Gilsoul          | Hyundai i20 Coupe WRC    | Hyundai Shell Mobis WRT  | 3:12:25.0                | +17.0                    | 12                       |                          |
| 5.                         | Dani Sordo               | Carlos Del Barrio        | Hyundai i20 Coupe WRC    | Hyundai Shell Mobis WRT  | 3:12:26.6                | +18.6                    | 10                       |                          |
| 6.                         | Ott Tänak                | Martin Jarveoja          | Toyota Yaris WRC         | Toyota Gazoo Racing      | 3:13:11.9                | +1:03.9                  | 8                        |                          |
| 7.                         | Esapekka Lappi           | Janne Ferm               | Toyota Yaris WRC         | Toyota Gazoo Racing      | 3:13:24.6                | +1:16.6                  | 6                        |                          |
| 8.                         | Jari-Matti Latvala       | Miikka Anttila           | Toyota Yaris WRC         | Toyota Gazoo Racing      | 3:13:34.4                | +1:26.4                  | 4                        |                          |
| 9.                         | Craig Breen              | Scott Martin             | Citroën C3 WRC           | Citroën World Rally Team | 3:14:15.0                | +2:07.0                  | 2                        |                          |
| 10.                        | Andreas Mikkelsen        | Anders Jaeger            | Hyundai i20 Coupe WRC    | Hyundai Shell Mobis WRT  | 3:14:56.2                | +2:48.2                  | 1                        |                          |
| World Rally Championship 2 |                          |                          |                          |                          |                          |                          |                          |                          |
| 1. (12.)                   | Kalle Rovanperä          | Jonne Halttunen          | Škoda Fabia R5           | Škoda Motorsport II      | 3:20:47.6                | -                        | 25                       |                          |
| 2. (13.)                   | Jan Kopecký              | Pavel Dresler            | Škoda Fabia R5           | Škoda Motorsport II      | 3:20:56.1                | +8.5                     | 18                       |                          |
| 3. (14.)                   | Petter Solberg           | Veronica Gulbæk Engan    | Volkswagen Polo GTI R5   | Volkswagen Motorsport    | 3:22:24.2                | +1:36.6                  | 15                       |                          |
| 4. (15.)                   | Kajetan Kajetanowicz     | Maciej Szczepaniak       | Ford Fiesta R5           | Lotos Rally Team         | 3:22:47.2                | +1:59.6                  | 12                       |                          |
| 5. (16.)                   | Nil Solans               | Marc Martí               | Ford Fiesta R5           | Nil Solans               | 3:23:46.9                | +2:59.3                  | 10                       |                          |
| World Rally Championship 3 |                          |                          |                          |                          |                          |                          |                          |                          |
| 1. (34.)                   | Enrico Brazzoli          | Luca Beltrame            | Peugeot 208 R2           | Enrico Brazzoli          | 3:58:18.3                | -                        | 25                       |                          |
| 2. (38.)                   | Taisko Lario             | Tatu Hämäläinen          | Peugeot 208 R2           | Taisko Lario             | 4:02:36.3                | +4:18.0                  | 18                       |                          |
| 3. (48.)                   | Louise Cook              | Stefan Davis             | Peugeot 208 R2           | Louise Cook              | 4:32:19.8                | +34:01.5                 | 15                       |                          |
| Fuente: wrc.com            |                          |                          |                          |                          |                          |                          |                          |                          |